# Clemens Brockhaus
Friedrich Clemens Brockhaus (* 14. Februar 1837 in Dresden; † 10. November 1877 in Leipzig) war ein deutscher lutherischer Theologe. Er lehrte an der Universität Leipzig.

## Leben
Clemens Brockhaus war der Sohn des Orientalisten Hermann Brockhaus und dessen Frau Ottilie Wagner, einer Schwester von Richard Wagner. Somit war er ein Enkel des Verlegers Friedrich Arnold Brockhaus, ferner ein Bruder des Juristen Friedrich Brockhaus.
Brockhaus studierte Theologie an den Universitäten Jena und Leipzig. Er wurde Lizentiat der Theologie und Doktor der Philosophie. Als Katechet stellte ihn 1860 die Leipziger Peterskirche an; später wurde er Prediger an der Johanniskirche.
1867 habilitierte sich Brockhaus in Leipzig für Kirchengeschichte mit seinem Werk Nicolai Cusani de concilii universalis potestate Sententia Explicatur. Im gleichen Jahr ernannte ihn die theologische Fakultät zum Privatdozenten. 1873 erhielt er eine außerordentliche Professur, die er bis zu seinem Tod 1877 im Alter von 40 Jahren innehatte.
Er wurde im Erbbegräbnis der Familie Brockhaus in der IV. Abteilung des Neuen Johannisfriedhofs beerdigt.

## Werke
- Gregor von Heimburg: ein Beitrag zur deutschen Geschichte des 15. Jahrhunderts. Leipzig 1861.
- Nicolai Cusani de concilii universalis potestate sententia explicatur / Dissertatio inauguralis quam pro obtinenda venia legendi publice defendet Clemens Fridericus Brockhaus. Leipzig 1867.
- Aurelius Prudentius Clemens in seiner Bedeutung für die Kirche seiner Zeit: Nebst einem Anhange: Die Übersetzung des Gedichts Apotheosis. Leipzig 1872.
- Ausgewählte Predigten. Leipzig 1880.
- zwölf Artikel für die Allgemeine Deutsche Biographie